# Авторецензія
Авторецензія — оцінка автором власного твору; жанр автокритики, що публікується під псевдонімом чи криптонімом.
Поява авторецензії зумовлена або відсутністю публічних відгуків про твір, або неадекватним (інколи фальшивим) його тлумаченням чи бажанням автора ширше розгорнути свої тези, додатково їх аргументувати, спопуляризувати серед широких читацьких кіл.

## Джерело
- Літературознавчий словник-довідник за редакцією Р. Т. Гром'яка, Ю. І. Коваліва, В. І. Теремка. — К.: ВЦ «Академія», 2007